# Rote Weißeritz
Die Rote Weißeritz ist einer der beiden Quellflüsse der Weißeritz in Sachsen. Sie entspringt bei Zinnwald-Georgenfeld (Stadt Altenberg) im Osterzgebirge und vereinigt sich in Hainsberg (Stadt Freital) mit der Wilden Weißeritz zur „Vereinigten“ Weißeritz.

## Verlauf

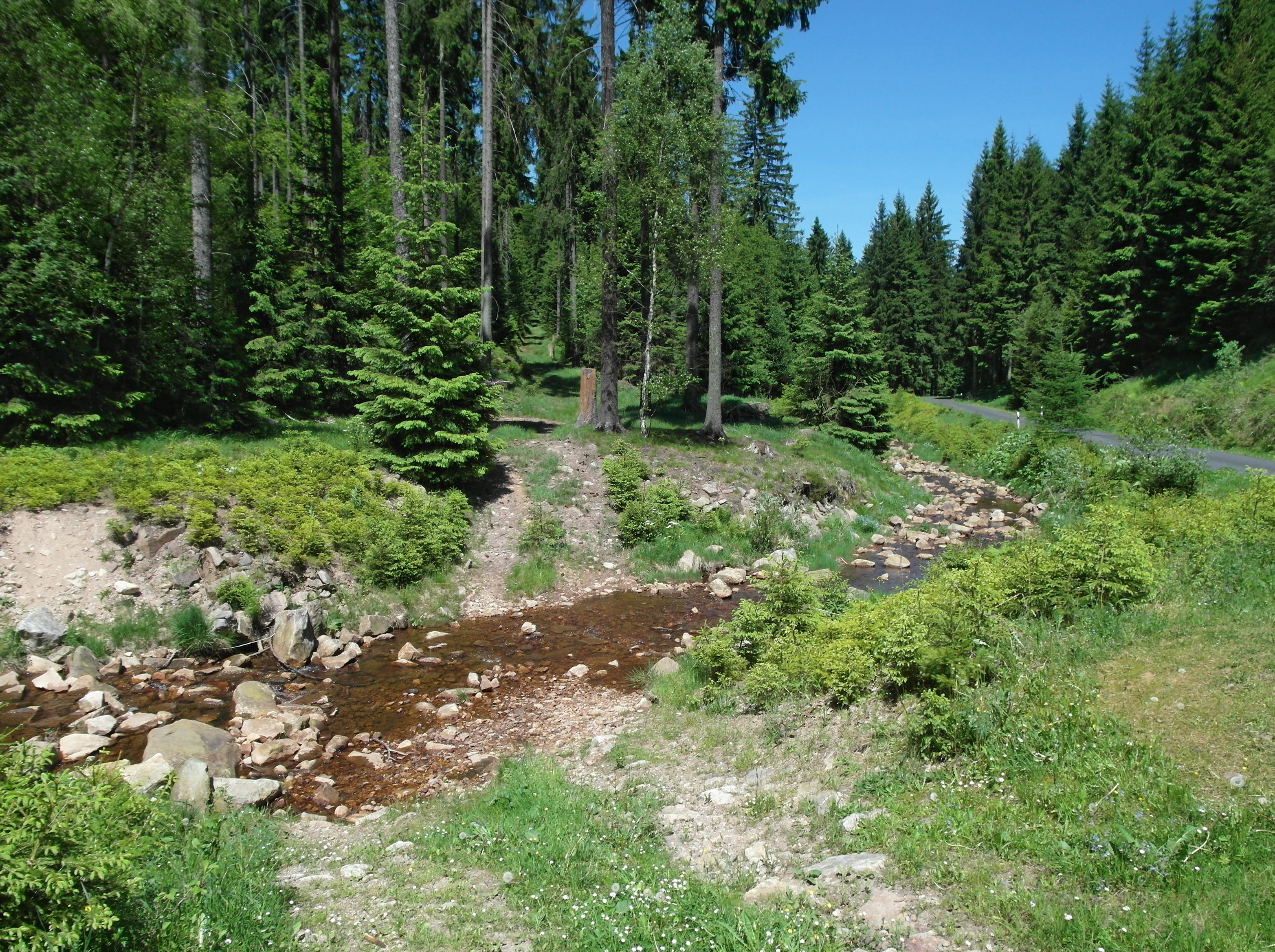
Rote Weißeritz bei Schellerhau

Das Quellgebiet des Flusses liegt im Speicher Altenberg (Quellflüsse: Neugraben, Quergraben, Sandbach). Ursprünglich, noch vor dem Bau des Großen Galgenteichs im 16. Jahrhundert, befand sich in seinem westlichen Umfeld das Seifenmoor. Dieses hatte seinen Namen nach den in der Umgebung auftretenden Zinnseifen. Alternativ nannte man es auch Galgenteichmoor oder Altenberger Moor. In dieser wasserreichen Landschaft befinden sich die Quellarme der Roten Weißeritz. Der Speicher Altenberg erstreckt sich heute über dem Gebiet des Seifenmoores.
Bis zum Mittellauf durchfließt die Rote Weißeritz in einem engen und stark eingetieften Tal größere Waldgebiete und die Orte Waldbärenburg, Kipsdorf, Schmiedeberg, Obercarsdorf und Ulberndorf, bevor sie Dippoldiswalde erreicht. Unterhalb von Dippoldiswalde wird der Fluss zur Brauchwassergewinnung, Elektroenergieerzeugung und Niedrigwasserregulierung in der von 1908 bis 1913 erbauten Talsperre Malter gestaut. Ausschlaggebend für den Bau des Sperrwerks war aber der Hochwasserschutz, nach einem Hochwasser 1897. Unterhalb der Talsperre Malter durchfließt die Rote Weißeritz den Seifersdorfer Grund und ab Seifersdorf schließlich das enge und naturbelassene Tal des Rabenauer Grundes, bevor sie sich in Freital-Hainsberg mit der Wilden Weißeritz zur Weißeritz vereinigt.
An der Roten Weißeritz befinden sich des Weiteren die Orte Schellerhau, Bärenfels, Naundorf, Paulsdorf, Malter, Seifersdorf, Spechtritz und Freital–Coßmannsdorf. Sie durchquert dabei das Gebiet der Gemeinden Altenberg, Dippoldiswalde, Rabenau und Freital.

## Zuflüsse
Die Rote Weißeritz besitzt folgende Zuflüsse. In Klammern ist der Mündungsort angegeben:
| rechte Nebenflüsse - Klingenflüssel (Schellerhau) - Langer Grundbach (Buschmühle) - Fallbach (Buschmühle) - Molchgundbach (Schmiedeberg) - Kohlbach (Obercarsdorf) - Kreuzbach (Dippoldiswalde) - Oelsabach (Rabenau) | linke Nebenflüsse - Salzlecke (Buschmühle) - Pöbelbach (Schmiedeberg) - Ochsenbach (Unternaundorf) - Schwarzbach (Dippoldiswalde) - Reichstädter Bach (Tännichtgrund, Talsperre Malter) - Lämmergrundbach (Lämmergrund, Talsperre Malter) - Seifenbach (Talsperre Malter) - Borlasbach (Spechtritzgrund) - Katzbach (Lübau) - Somsdorfer Bach (Freital-Hainsberg) | weitere Nebenflüsse - Grundbach (Ulberndorf) - Steibornbach (Bormannsgrund, Talsperre Malter) - Seifersdorfer Gründelbach (Seifersdorfer Grund) - Vordergrundbach (Seifersdorfer Grund) - Goldgrubenbach (Seifersdorfer Grund) - Oelsenbergbach (Seifersdorfer Grund) - Seifersdorfer Dorfbach (Seifersdorfer Grund) - Mittelgrundbach (Seifersdorfer Grund) - Langegrundbach (Seifersdorfer Grund) |

## Ehemalige Mühlen
Viele Mühlen existieren nicht mehr, einige sind umgebaut und dienen anderen Zwecken.
- Schellermühle (Schellerhau) oder Buschmühle am Buschmühlenweg (Schellerhau)
- Riedelmühle oder Brettmühle (Waldbärenburg)
- Schäfermühle (Waldbärenburg)
- Forstmühle (Bärenfels)
- Lorenzmühle (Bärenfelser Mühle)
- Kipsdorfer Mühle
- Buschmühle (Schmiedeberg)
- Niedermühle oder Eisenmühle (Schmiedeberg)
- Hofemühle (Schmiedeberg)
- Klappermühle (Unternaundorf)
- Obermühle (Obercarsdorf)
- Dorfmühle (Obercarsdorf)
- Niedermühle (Obercarsdorf)
- Frankenmühle oder Obere Mühle (Ulberndorf)
- Brettmühle (Ulberndorf)
- Dorfmühle (Ulberndorf)
- Niedermühle (Ulberndorf)
- Oppeltmühle (Ulberndorf)
- Graupenmühle- oder Pneumant-Hydraulik Werk (Dippoldiswalde)
- Schindelmühle (Dippoldiswalde) (1987 abgerissen)
- Walk- oder Mendenmühle (Dippoldiswalde) (zuvor Lohmühle)[5]
- Wetzelmühle (Dippoldiswalde)
- Obere-Stadtmühle (Dippoldiswalde)
- Ratsmühle (Dippoldiswalde)
- Gattermühle (Dippoldiswalde)
- Rupprechtsmühle (Dippoldiswalde)
- Beyermühle (Dippoldiswalde)
- Rote Mühle (Malter)
- Grundmühle (Paulsdorf)
- Malter-Mühle (Malter)
- Brettmühle(Seifersdorf), geschleift
- Knochenmühle (Seifersdorf), 1887 geschleift,
- Ölmühle (Seifersdorf), 1899 geschleift, heute Elektrizitätsschauwerk
- Stuhlbaumühle (Seifersdorf)
- Seifersdorfer Mühle (Seifersdorf)
- Felsenmühle (Spechtritz), auch „Korkmühle“ bezeichnet (2007 abgerissen)
- Spechtritzer Mühle (Spechtritz, 2009 abgerissen)
- Rabenauer Mühle, heute Hotel und Gasthof
- Walzenmühle Coßmannsdorf, früher auch Mittagsmühle, Somsdorfer Mühle oder Coßmannsdorfer Mühle genannt (1462, jetzt Mehrfamilienwohnhaus)

## Wasserkraftwerke
Wasserkraftwerke an der Roten Weißeritz
- Malter
- Wasserkraftwerk Seifersdorf
- Rabenauer Grund

## Nutzung

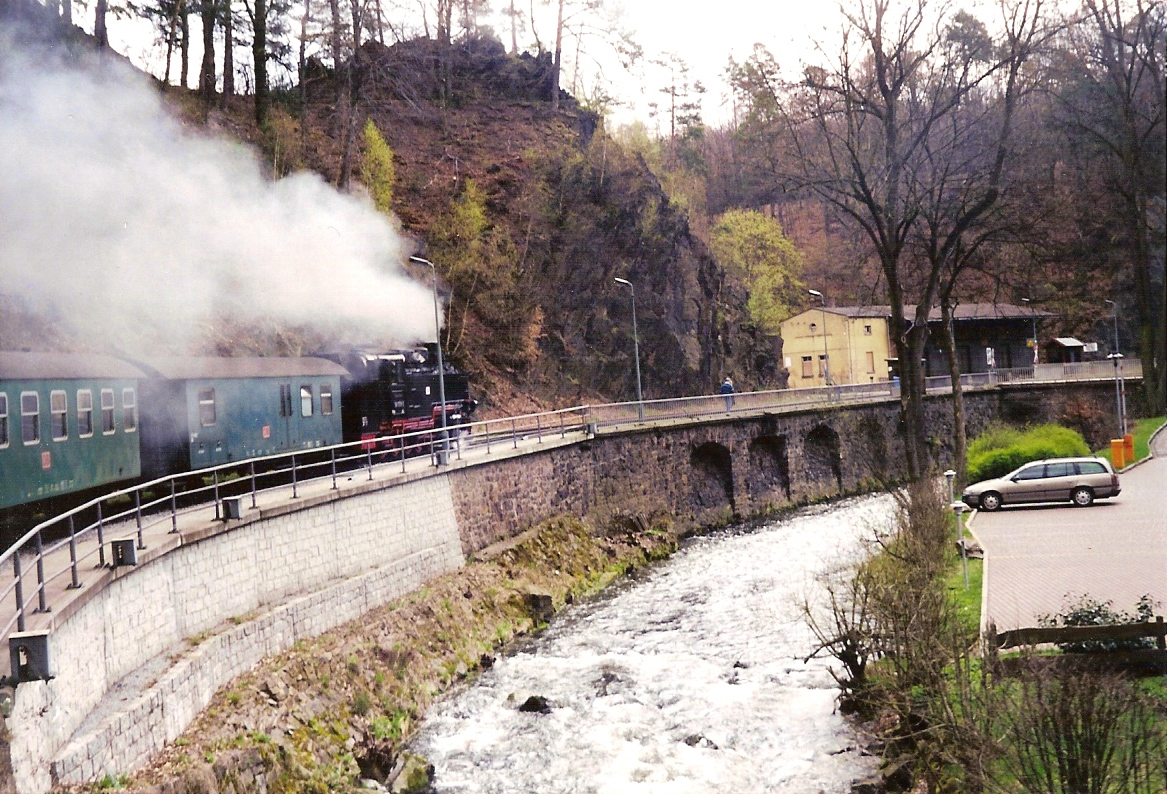
Weißeritztalbahn im Bahnhof Rabenau, rechts die Rote Weißeritz

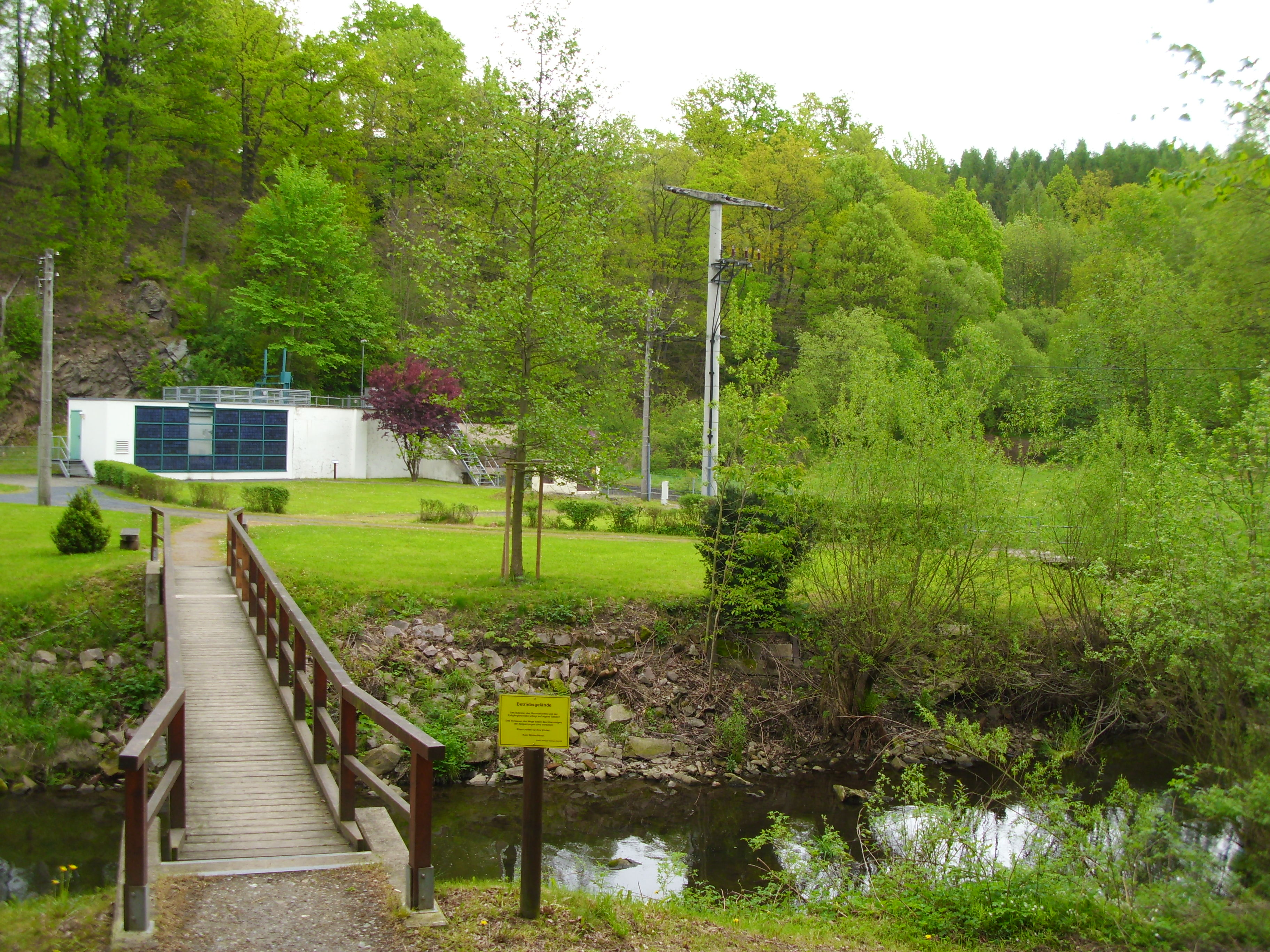
Wasserelektrizitätswerk Seifersdorf

An der Roten Weißeritz entstanden zahlreiche Mühlenanlagen, die sich die Wasserkraft des Flusses zunutze machten. Bekannte Mühlen am Fluss sind die Schellermühle bei Schellerhau, die Riedelmühle Waldbärenburg, die Dorfmühle Obercarsdorf, die Rathsmühle Dippoldiswalde, die Rabenauer Mühle und die Coßmannsdorfer Mühle. Zudem wurden um 1900 eine Reihe von Elektrizitätswerken an der Roten Weißeritz gebaut, es gab Elektrizitätswerke in Malter, Seifersdorf und Coßmannsdorf. Das in Seifersdorf ging am 14. Januar 1900 an Netz.
Im Juni 1961 wurden auf der Roten Weißeritz, im Rabenauer Grund von Seifersdorf bis Freital, die Weltmeisterschaften im Wildwasserrennsport und Kanuslalom ausgetragen. Für genügend Wasser im Fluss wurde durch den Ablass der Talsperre Malter gesorgt. Die Wettkämpfe sahen 30.000 bis 40.000 Zuschauer.
Das Tal der Roten Weißeritz ist für die verkehrliche Erschließung des Osterzgebirges von besonderer Bedeutung. Die heutige Bundesstraße 170 entstand als kgl. sächsische Staatsstraße in den 1840er Jahren. Diese benutzt zwischen Dippoldiswalde und Waldbärenburg das Tal zur Gebirgsquerung in Richtung Teplitz-Schönau und Prag, die bis 2006 auch Europastraße 55 war. Seit 1882/83 verläuft zwischen Hainsberg und Kipsdorf im Tal die schmalspurige Weißeritztalbahn.

## Hochwasser
Ein verheerendes Hochwasser zerstörte 1897 320 Häuser im Tal und riss 19 Menschen in den Tod. Teilweise war der Fluss im Rabenauer Grund um das 140-Fache gestiegen. Auch das Hochwasser 2002 richtete große Schäden an. Die Weißeritztalbahn wurde in ihrem kompletten Verlauf schwer beschädigt und ist erst seit Juni 2017 wieder komplett aufgebaut. Auch die anliegenden Orte und die Bundesstraße 170 erlitten schwere Schäden. Als Konsequenz wurde das Flussbett ausgebaut und die Talsperre Malter wird seitdem nicht mehr vollständig gefüllt. Dadurch richtete das Hochwasser 2013 nur geringe Schäden an.

## Landschaftsschutzgebiet
Das Landschaftsschutzgebiet „Tal der Roten Weißeritz“ erstreckt sich ab der Sperrmauer der Talsperre Malter bis Coßmannsdorf (Freital). Am 4. Juli 1974 erfolgte die Unterschutzstellung.
Es umfasst das Naturschutzgebiet Rabenauer Grund, das etwa 51 % des Gebietes ausmacht.

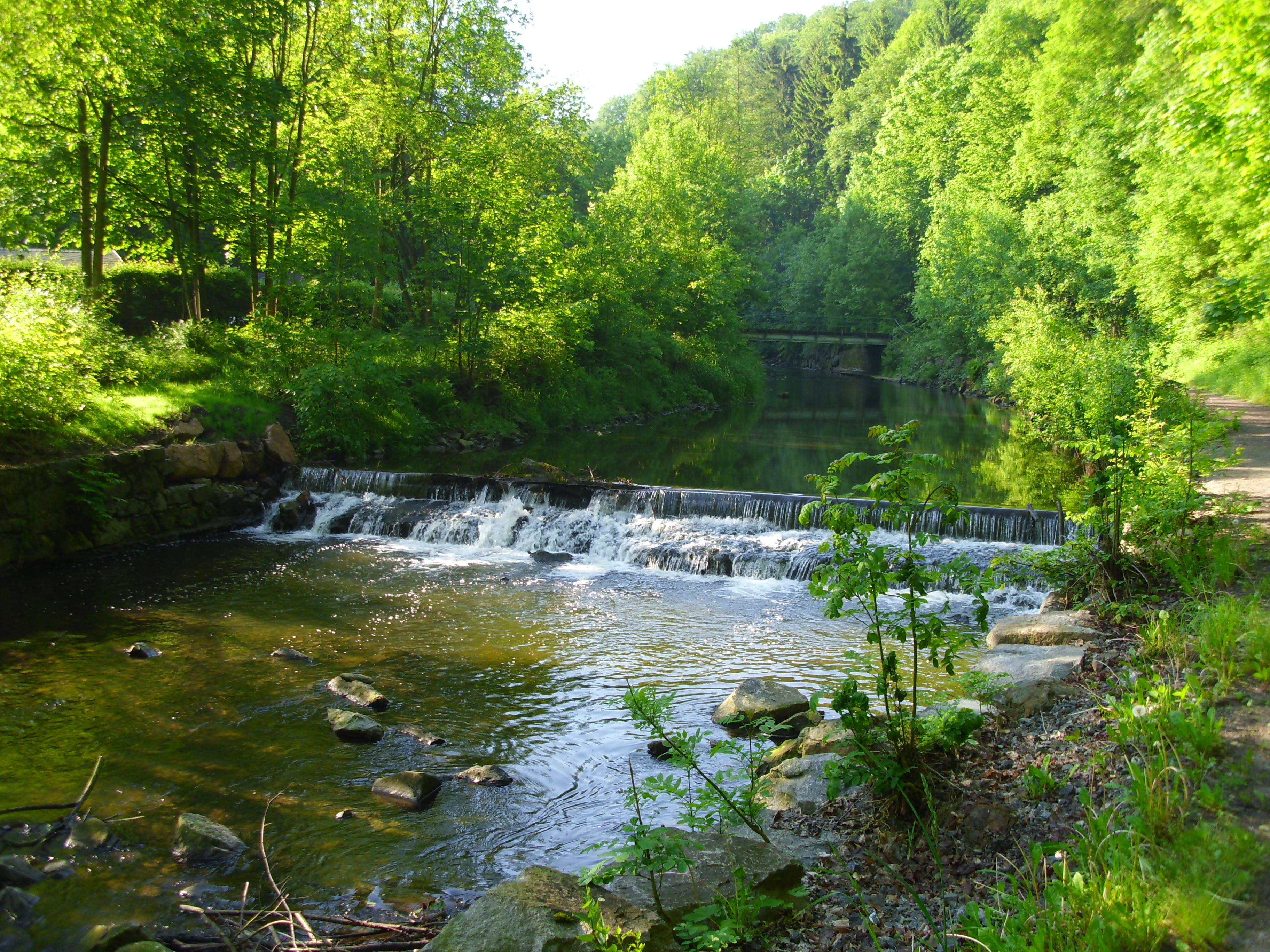
Rote Weißeritz bei Coßmannsdorf